# Larry et son nombril
Larry et son nombril, ou Cache ta joie au Québec, (Curb Your Enthusiasm) est une série télévisée américaine en 120 épisodes d'environ 30 minutes créée par Larry David et diffusée initialement entre le 14 octobre 2000 et le 11 septembre 2011 sur HBO. La série a repris du 1er octobre 2017 au 7 avril 2024.
Au Québec, la série est diffusée à partir du 23 juin 2001 à Super Écran, et en France depuis le 14 octobre 2003 sur Jimmy puis sur Orange Cinénovo.

## Synopsis
Chroniques de la vie de Larry David, riche producteur hollywoodien marié à une femme charmante. Larry mène une vie sans problème dans sa villa cossue de Los Angeles. Il suffit pourtant d'une soirée au cinéma et d'un pantalon trop grand pour que sa vie se transforme en cauchemar. Tout au long des épisodes, Larry se retrouve dans des situations rocambolesques, gaffes et autres quiproquos attribuables notamment à une psychologie narcissique ; en effet, Larry ne sait jamais se taire et fait tout pour faire triompher le bien, aussi basique soit-il.

## Distribution

### Acteurs principaux
- Larry David (VF : Richard Leblond (saisons 1 à 8) puis Patrick Préjean (depuis la saison 9)) : Larry David
- Cheryl Hines (VF : Christine Aurel (saisons 1 à 8) puis Virginie Ledieu (depuis la saison 9)) : Cheryl David
- Jeff Garlin (VF : Jean-Jacques Nervest) : Jeff Greene
- Susie Essman (VF : Claudine Grémy) : Susie Greene

### Acteurs récurrents et invités
- Richard Lewis (VF : Gilles Marino) : Richard Lewis (27 épisodes)
- Bob Einstein (VF : Jean-Michel Farcy (saisons 4-8) puis Stéphane Bazin (saison 9)) : Marty Funkhouser (22 épisodes)
- J.B. Smoove (VF : Christophe Peyroux) : Leon Black (17 épisodes)
- Ashly Holloway : Sammi Greene (15 épisodes)
- Ted Danson (VF : Philippe Dumond) : Ted Danson (14 épisodes)
- Julia Louis-Dreyfus (VF : Nathalie Spitzer) : Julia Louis-Dreyfus (9 épisodes)
- Vince Vaughn (VF : Serge Faliu) : Freddy Funkhouser (8 épisodes)
- Jason Alexander (VF : Olivier Granier) : Jason Alexander (6 épisodes)

- Version française
  - Studios de doublage : Quinta Communications (saisons 1 à 8) puis BTI Studios (depuis la saison 9[2])
  - Direction artistique : Didier Breitburd (saisons 1 à 8) puis Laura Préjean (depuis la saison 9)
  - Adaptation : Bruno Lais (saisons 1 à 8), Jean-Hugues Courtassol et Sophie Vandewalle (depuis la saison 9)

 Source et légende : version française (VF) sur RS Doublage

## Épisodes

### Hors saison (1999)
1. Titre français inconnu (Larry David: Curb Your Enthusiasm) - 60 minutes

### Première saison (2000)
1. Le Pantalon farceur (The Pants Tent)
2. Ted et Mary (Ted and Mary)
3. La Cassette coquine (Porno Gil)
4. Le Bracelet (The Bracelet)
5. La Décoratrice d'intérieur (Interior Decorator)
6. Pas après 10 heures (The Wire)
7. Le Garage Aamco (AAMCO)
8. Une tante si bonne (Beloved Aunt)
9. La Gratouille (Affirmative Action)
10. Le Groupe (The Group)

### Deuxième saison (2001)
1. Le Vendeur de voiture (The Car Salesman)
2. Thor le catcheur (Thor)
3. Halloween (Trick or Treat)
4. Le Misogyne (The Shrimp Incident)
5. La Lanière (The Thong)
6. L'Acupuncteur (The Acupuncturist)
7. La Poupée (The Doll)
8. Le Croche-pied (Shaq)
9. Le Baptême (The Baptism)
10. La Masseuse (The Massage)

### Troisième saison (2002)
1. La Chemise de Chet (Chet's Shirt)
2. Le Brownie au Benadryl (The Benadryl Brownie)
3. Club soda et sel (Club Soda and Salt)
4. La Nounou venue de l'enfer (The Nanny from Hell)
5. L'Attaque terroriste (The Terrorist Attack)
6. Une place spéciale (The Special Section)
7. Un flair de chien (The Corpse-Sniffing Dog)
8. Krazee Eyez, le séducteur (Krazee-Eyez Killa)
9. Mary, Joseph et Larry (Mary, Joseph and Larry)
10. L'Inauguration (The Grand Opening)

### Quatrième saison (2004)
Cette saison de dix épisodes a été diffusée à partir du 4 janvier 2004.
1. La Proposition de Mel (Mel's Offer)
2. L'Anniversaire de Ben (Ben's Birthday Party)
3. Un rendez-vous en aveugle (The Blind Date)
4. Monsieur Météo (The Weatherman)
5. Le Bois no 5 (The 5 Wood)
6. La Voie réservée (The Car Pool Lane)
7. La Mère porteuse (The Surrogate)
8. L'Ours errant (Wandering Bear)
9. Le Rescapé (The Survivor)
10. La Première (Opening Night)

### Cinquième saison (2005)
Cette saison de dix épisodes a été diffusée à partir du 25 septembre 2005.
1. Le Sandwich Larry David (The Larry David Sandwich)
2. Le Nœud papillon (The Bowtie)
3. Le Clou du Christ (The Christ Nail)
4. Le Bingo du kamikaze (Kamikaze Bingo)
5. Lewis a besoin d'un rein (Lewis Needs a Kidney)
6. La Veste d'intérieur (The Smoking Jacket)
7. Le Seder (The Seder)
8. Le Remonte pente (The Ski Lift)
9. Le Bookmaker coréen (The Korean Bookie)
10. La Fin (The End)

### Sixième saison (2007)
Cette saison de dix épisodes a été diffusée à partir du 9 septembre 2007.
1. Rencontre avec les Black (Meet the Blacks)
2. Le Donneur anonyme (The Anonymous Donor)
3. Le Mémorial d'Ida Funkhauser (The Ida Funkhouser Roadside Memorial)
4. Le Téléphone à gauche (The Lefty Call)
5. Le Livre des monstres (The Freak Book)
6. Le Ratier (The Rat Dog)
7. L'Homme du décodeur (The TiVo Guy)
8. Le Mot en « N » (The N Word)
9. Le Thérapeute (The Therapists)
10. La Bat Mitzvah (The Bat Mitzvah)

### Septième saison (2009)
Cette saison de dix épisodes a été diffusée à partir du 20 septembre 2009.
1. La sœur de Funkhauser est folle (Funkhouser's Crazy Sister)
2. Titre français inconnu (Vehicular Fellatio)
3. Le Retour (The Reunion)
4. La Serviette chaude (The Hot Towel)
5. Denise handicapée (Denise Handicapped)
6. Le Nombril (The Bare Midriff)
7. Le Cygne noir (The Black Swan)
8. Agent de police Krupke (Officer Krupke)
9. C'était écrit (The Table Read)
10. Seinfeld (Seinfeld)

### Huitième saison (2011)
Cette saison de dix épisodes a été diffusée à partir du 10 juillet 2011.
1. Le Divorce (The Divorce)
2. La maison "sure" (The Safe House)
3. Un poulet palestinien (Palestinian Chicken)
4. Une rigolade (The Smiley Face)
5. Vœux de silence (Vow of Silence)
6. The hero (The Hero)
7. Le bi-sexuel (The Bi-Sexual)
8. Un périscope de voiture (Car Periscope)
9. Mister Softee (Mister Softee)
10. Larry contre Michael J. Fox (Larry vs. Michael J. Fox)

### Neuvième saison (2017)
Elle a été diffusée à partir du 1er octobre 2017.
1. Foisted!
2. The Pickle Gambit
3. A Disturbance in the Kitchen
4. Running with the Bulls
5. Thank You for Your Service
6. The Accidental Text on Purpose
7. Namaste
8. Never Wait for Seconds!
9. The Shucker
10. Fatwa!

### Dixième saison (2020)
Le 14 décembre 2017, HBO a renouvelé la série pour une dixième saison, diffusée à partir du 19 janvier 2020.
1. Happy New Year
2. Side Sitting
3. Artificial Fruit
4. You're Not Going to Get Me to Say Anything Bad About Mickey
5. Insufficient Praise
6. The Surprise Party
7. The Ugly Section
8. Elizabeth, Margaret and Larry
9. Beep Panic
10. The Spite Store

### Onzième saison (2021)
Le 30 juin 2020, HBO a renouvelé la série pour une onzième saison, diffusée depuis le 24 octobre 2021.
1. The Five-Foot Fence
2. Angel Muffin
3. The Mini Bar
4. The Watermelon
5. IRASSHAIMASE!
6. Man Fights Tiny Woman
7. Irma Kostroski!
8. What Have I Done?
9. Igor, Gregor, & Timor
10. The Mormon Advantage

### Douzième saison (2023)
Le 23 août 2022, HBO a renouvelé la série pour une douzième saison, diffusée depuis le 4 février 2024.
1. Atlanta
2. The Lawn Jockey
3. Vertical Drop, Horizontal Tug
4. Disgruntled
5. Fish Stuck
6. The Gettysburg Address
7. The Dream Scheme
8. The Colostomy Bag
9. Ken/Kendra
10. No Lessons Learned - 53 minutes

## Lien avecSeinfeld
Larry David est le co-créateur de la sitcom à succès Seinfeld. Dans plusieurs épisodes de la septième saison, Larry et Jerry Seinfeld préparent la réalisation d'un épisode spécial de Seinfeld. Trois épisodes réunissent les quatre acteurs originaux de la série : dans les épisodes 3 Le Retour, le 9 : C'était écrit et le 10 Seinfeld. Pour la version française, les acteurs de Seinfeld n'ont pas les mêmes voix que dans la série Seinfeld.
Les acteurs de Seinfeld reviennent également dans d'autres saisons :
- Jerry Seinfeld : saison 4 épisode 10 ; saison 7 épisodes 3, 6, 8, 9 et 10 ; saison 12 épisode 10 ;
- Julia Louis-Dreyfus : saison 1 épisode 6 ; saison 2 épisodes 4, 7 et 10 ; saison 7 épisodes 3, 6, 9 et 10 ;
- Jason Alexander : saison 2 épisodes 1 et 2 ; saison 7 épisodes 3, 9 et 10 ;
- Michael Richards : saison 7 épisodes 3, 9 et 10 ;
- Wayne Knight : saison 7 épisode 9.

## Distinctions

### Nominations et récompenses
- Golden Globe Award 2003 : Meilleure série comique